# Too Young to Love
Pour plus de détails, voir Fiche technique et Distribution.
Too Young to Love est un film de procès britannique réalisé par Muriel Box, sorti en 1960.

## Synopsis
À New York, un policier et un voisin regardent un homme d'âge moyen et un jeune homme entrer dans une maison où l'on peut voir une jeune fille se préparer à aller au lit. Après le départ du jeune homme, le policier entre dans la maison pour procéder à une arrestation. Lors d'une audience devant un tribunal pour mineurs, il ressort qu'Elizabeth, 15 ans, a été retrouvée dans une position compromettante dans sa chambre avec un homme de 47 ans, M. Elliot. Elizabeth est l'un des quatre enfants d'une famille ouvrière en difficulté, sa mère une cuisinière travailleuse, son père s'est endetté alors qu'il était au chômage et a trouvé un emploi en Californie. Le soir, chez une fille plus âgée, Ruby Lockwood, les adolescents organisent fréquemment des soirées de danse et de necking, auxquelles assistent parfois des hommes plus âgés. Finalement, Elizabeth raconte son histoire (en flashback) devant le juge. La vie d'Elizabeth est sombre et sans joie, et elle a été négligée après l'absence constante et le manque de conseils de ses parents. Séduite par Ruby, elle couche avec un marin et se fait avorter. Le juge est sympathique, mais un rapport envoyé au juge met le sort d'Elizabeth dans la balance.

## Fiche technique
- Titre français : Too Young to Love
- Réalisation : Muriel Box
- Scénario : Muriel Box et Sydney Box d'après la pièce d'Elsa Shelley
- Photographie : Gerald Gibbs
- Musique : Bruce Montgomery
- Pays d'origine : Royaume-Uni
- Format : Noir et blanc - 1,37:1 - Mono
- Genre : drame
- Date de sortie : 1960

## Distribution
- Thomas Mitchell : Juge Bentley
- Pauline Hahn : Elizabeth Collins
- Joan Miller : Mrs. Collins
- Austin Willis : Mr. Collins
- Alan Gifford : Mr. Elliot
- Vivian Matalon : Larry Webster
- Jess Conrad : Peter Martin
- Cec Linder : Mr. Brill
- Bessie Love : Mrs. Busch
- Charles Farrell